# Ford Prefect
Ford Prefect Douglas Adams Galaxis útikalauz stopposoknak című sci-fi sorozatának főszereplője. Arthur Dent mellett a másik olyan szereplő, aki a teljes sorozat során végig szerepel.

## Neve
Ford Prefect eredeti neve csak a Betelgeuse VII halott nyelvjárásban érthető, mely elpusztult a Nagy Lezúduló Hrung Katasztrófa idején. Maga Ford is képtelen volt megtanulni nevét, emiatt apja belehalt a szégyenbe, mely a galaxis egyes részein halálos betegség. Szülőbolygóján, a Betelgeuse-on a gyerekek Ix-nek nevezték, ami az ő nyelvükön azt jelentette: „fiú, aki nem képes kielégítően megmagyarázni, mi az a Hrung, sem azt, hogy miért pont a Betelgeuse VII-et tüntette ki a lezúdulásával.”
Földi nevét a bolygóra érkezése után választotta, mert nem elég alapos kutatásai után úgy gondolta, „kellemesen feltűnésmentes” lesz.
A Ford Prefect egy népautónak számító márka volt, melyet 1938 és 1961 között gyártott egy brit autógyár. Douglas Adams később azt mondta, a névvel kapcsolatos humort az amerikaiak nem értették, mivel ők úgy vélték, a „perfect” (kitűnő) szó elírása. Egyes országokban, mint például a francia vagy a görög verzióban, Ford Escort volt a szereplő neve.

## Szerepe
Ford a Galaxis útikalauz-sorozat főszereplője, Arthur Dent barátja, akit évek óta ismer, és akinek azt állította, munkanélküli színész, aki Guildfordból származik. Valójában Ford a Galaxis útikalauz munkatársa, aki az útikalauz újabb kiadásához gyűjt információkat. A Földre érkezése után 15 éven át ragadt ott, míg várta, hogy felbukkanjon a közelben egy űrhajó, ami hazaviszi. Amikor egy vogon flotta érkezett a Föld közelébe, hogy elpusztítsa azt, mivel egy hiperűrsztrádát akarnak a helyére építeni, Ford Arthurral együtt a vogon űrhajóra stoppolja magát. Ford élettörténetében vannak eltérések a rádiójáték, a televíziós sorozat és regények eseményei során.